# Ricinoides afzelii
Ricinoides afzelii är en spindeldjursart som först beskrevs av Tord Tamerlan Teodor Thorell 1892.  Ricinoides afzelii ingår i släktet Ricinoides och familjen Ricinoididae. Inga underarter finns listade i Catalogue of Life.